# Death Race 2000
Death Race 2000 är en amerikansk kultfilm från 1975 med Sylvester Stallone och David Carradine i huvudrollerna. Filmen handlar om tävlingskörning i framtiden där allt är tillåtet och extra poäng är givna för skador på oskyldiga förbipasserande.
Filmen uppmärksammades på grund av det grova våldet och ansågs fördärva och förhärda ungdomar till grova kriminella när den kom.